# Powrót (album Hołdu)
Powrót – album polskiego zespołu muzycznego Hołd. Nagrano go w lipcu 2009 w MG Studio. Tym razem Hołd chciał opowiedzieć o nawróceniu człowieka. Dlatego, w przeciwieństwie do Listu do, teksty utworów głównie są napisane przez członków zespołów, opowiadają one o doświadczeniu Boga w ich życiu. 
Na tej płycie pojawiła się nowa wersja „Modlitwy grzesznika”, która jest znana z pierwszej ich płyty. 

## Lista utworów
1. "Intro"
2. "IV Pieśń o Słudze Pańskim"
3. "Poplamiony"
4. "Bez Ciebie"
5. "Droga Jakuba"
6. "Tylko chciej"
7. "Jesteś"
8. "Modlitwa grzesznika"

## Autorzy
- Judyta Wenda – wokal
- Urszula Wiśniewska – skrzypce,  klawisze
- Jacek Owczarz – gitara solowa
- Jakub Słupski – gitara prowadząca, wokal
- Patryk Falgowski – gitara basowa
- Patryk Miziuła – perkusja